# Cazilhac (Aude)
Cazilhac es una comuna francesa situada en el departamento de Aude, en la región de Occitania.

## Demografía
| 242 | 257 | 1178 | 1357 | 1384 | 1449 | 1652 |
| Para los censos de 1962 a 1999 la población legal corresponde a la población sin duplicidades (Fuente: INSEE [Consultar]) |     |      |      |      |      |      |